# Vom Leben betrogen
Vom Leben betrogen (in den USA und Mexiko Forever) ist eine mexikanisch-amerikanische Telenovela, die von Fox Broadcasting Company und Televisa unter der Regie von Carlos Sotomayor produziert wurde. Es ist die amerikanische Adaption der mexikanischen Telenovela Para toda la vida.
In Deutschland, wurde die Telenovela im Pay-TV auf Passion ausgestrahlt.

## Darsteller
- Maria Mayenzet .... Susan O’Connor
- Mark Schneider .... Michael Vincent
- Cheryl McWilliams .... Rose Vincent
- Julie Garfield .... Justine Vincent
- Christie Lynn Smith .... Erin Vincent
- Robert Tossberg .... Matthew Vincent
- Jan Schweiterman .... Mark Vincent
- Rochelle Swanson .... Cynthia Shaw
- Cary Brayboy .... Peter McClelland
- Deprise Brescia .... Angela Ivanovich
- James Richer .... Stephan Kerensky
- Ron Gilbert .... Willy Kerensky
- Bobbi Jo Lathan .... Helen Hamilton
- Guy Christopher .... D.A. Hamilton
- Bethany Bassler .... Karen Hamilton
- Scott Denny .... Stuart Hamilton
- Adriana Roel .... Eulalia
- Eduardo Noriega .... Stanley Koster
- Jacqueline Voltaire .... Margaret Buchanan
- Luis Lemus .... Keith O’Connell
- Lisbeth Chris .... Maureen O’Connell
- Dave Galasso .... John Albright
- Alberto Lomnitz .... Roberto Guzmán
- Anita Sax .... Der Nachrichtenreporter

## Sendetermine
| Datum                   | TV-Sender |
| ----------------------- | --------- |
| 26.03.2007 – 16.07.2007 | Passion   |
| 05.11.2007 – 25.02.2008 | Passion   |
| 10.10.2008 – 02.02.2009 | Passion   |
| 31.08.2009 – 21.12.2009 | Passion   |
| 06.12.2010 – 28.03.2011 | Passion   |